# Igor Andrejev
Igor Valerjevič Andrejev (rusky: Игорь Валерьевич Андреев, * 14. červenec 1983 Moskva, Sovětský svaz, dnes Ruská federace) je bývalý ruský profesionální tenista. Profesionální kariéru ukončil kvůli vleklým zraněním v roce 2013.
Během své kariéry vyhrál 3 turnaje ATP World Tour ve dvouhře a 1 turnaj ve čtyřhře.

## Finálové účasti na turnajích ATP World Tour (11)

### Dvouhra - výhry (3)
| Legenda                                                       |
| ATP International Series Gold / ATP World Tour 500 Series (0) |
| ATP International Series / ATP World Tour 250 Series (3)      |

| Č. | Datum          | Turnaj              | Povrch  | Soupeř ve finále | Výsledek       |
| 1. | 10. duben 2005 | Valencia, Španělsko | antuka  | David Ferrer     | 6-3, 5-7, 6-3  |
| 2. | 2. říjen 2005  | Palermo, Itálie     | antuka  | Filippo Volandri | 0-6, 6-1, 6-3  |
| 3. | 16. říjen 2005 | Moskva, Rusko       | koberec | Nicolas Kiefer   | 5-7, 7-63, 6-2 |

### Dvouhra - prohry (6)
| Legenda                                                  |
| ATP International Series / ATP World Tour 250 Series (6) |

| Č. | Datum             | Turnaj             | Povrch | Vítěz             | Výsledek           |
| 1. | 11. červenec 2004 | Gstaad, Švýcarsko  | antuka | Roger Federer     | 6-2, 6-3, 5-7, 6-3 |
| 2. | 19. září 2004     | Bukurešť, Rumunsko | antuka | José Acasuso      | 6-3, 6-0           |
| 3. | 18. září 2005     | Bukurešť, Rumunsko | antuka | Florent Serra     | 6-3, 6-4           |
| 4. | 15. leden 2006    | Sydney, Austrálie  | tvrdý  | James Blake       | 6-2, 3-6, 7-63     |
| 5. | 13. červenec 2008 | Gstaad, Švýcarsko  | antuka | Victor Hănescu    | 6-3, 6-4           |
| 6. | 20. červenec 2006 | Umag, Chorvatsko   | tvrdý  | Fernando Verdasco | 3-6, 6-4, 7-64     |

### Čtyřhra - výhry (1)
| Legenda                                                  |
| ATP International Series / ATP World Tour 250 Series (1) |

| Č. | Datum          | Turnaj        | Povrch  | Partner           | Soupeři ve finále              | Výsledek      |
| 1. | 17. říjen 2004 | Moskva, Rusko | koberec | Nikolaj Davyděnko | Mahesh Bhupathi Jonas Björkman | 3-6, 6-3, 6-4 |

### Čtyřhra - prohry (1)
| Legenda                                                  |
| ATP International Series / ATP World Tour 250 Series (1) |

| Č. | Datum          | Turnaj        | Povrch  | Partner           | Vítězové                  | Výsledek |
| 1. | 16. říjen 2005 | Moskva, Rusko | koberec | Nikolaj Davyděnko | Max Mirnyj Michail Južnyj | 5-1, 5-1 |

## Davisův pohár
Igor Andrejev se zúčastnil 12 zápasů v Davisově poháru  za tým Ruska s bilancí 10-7 ve dvouhře a 3-4 ve čtyřhře.

## Postavení na žebříčku ATP na konci sezóny

### Dvouhra
| Rok    | 2001 | 2002   | 2003  | 2004  | 2005  | 2006  | 2007  | 2008  | 2009  |
| Pořadí | 991. | ▲ 286. | ▲ 90. | ▲ 50. | ▲ 27. | ▼ 90. | ▲ 33. | ▲ 19. | ▼ 35. |

### Čtyřhra
| Rok    | 2001  | 2002   | 2003   | 2004  | 2005  | 2006   | 2007   | 2008   | 2009   |
| Pořadí | 1163. | ▲ 556. | ▲ 174. | ▲ 85. | ▲ 68. | ▼ 199. | ▼ 336. | ▲ 225. | ▼ 241. |